# Ruairi Quinn
Ruairi Quinn (en irlandais : Ruairí Ó Cuinn) est un homme politique Irlandais membre du Parti travailliste. Il est Teachta Dála pour la circonscription de Dublin sud-est. Il est ministre des Finances entre 1994 et 1997 et leader du Parti travailliste entre 1997 et 2002.

## Jeunesse
Ruairi Quinn est né le 2 avril 1946 à Dublin. Sa famille était une famille importante parmi les républicains du sud du Comté de Down, prenant une part active dans l’IRA pendant la Guerre d’indépendance et la Guerre civile irlandaise. Les Quinns étaient des marchands prospères de Newry. Ils déménagent vers Dublin dans les années 1930 pour suivre le père de Ruairi qui est alors un homme d’affaires prospère.
Quinn fait de brillantes études à Blackrock College où il excelle en sport au point de faire partie de l’équipe première du collège. En 2004 il commence des études d’architecture à University College of Dublin. En 1965 il entre au Parti travailliste et travaille pour Michael O’Leary lors de la campagne électorale dans la circonscription de Dublin Centre Nord. Ses années d’universités sont marquées par ses combats en tant que leader étudiant pour la modernisation des structures universitaires. Il voyage aussi en Europe, étudie une année à Athènes et devient un europhile convaincu. Il termine ses études en 1971 et devient architecte à Dublin. Ruairi Quinn se marie en 1969 et a deux enfants, un garçon Malachi né en 1971 et une fille Sine née en 1972.

## Sa carrière politique
En 1972, Quinn décide de se lancer dans la campagne électorale de l’élection générale de 1973 et espère obtenir de son parti le rôle de candidat pour la circonscription de Dublin Sud Est. Il souhaite être mis en concurrence face au titulaire du siège de député pour la circonscription, Noel Browne. L’organisation du Parti est alors largement moribonde depuis la dernière élection générale de 1969. Browne a été malade et très peu de travail n’a été fourni localement. Quand l’élection générale est convoquée pour février 1973, Quinn se retrouve être le seul candidat du Parti travailliste après le refus de principe de Browne de se conformer à la politique du Parti qui vient de signer un accord de pré-élection avec le Fine Gael dans le but de former un gouvernement de coalition en cas de victoire. Quinn perd l’élection dans sa circonscription pour 39 voix seulement face à Fergus O'Brien le candidat du Fine Gael.
Après l’élection de 1973, Quinn entreprend de reconstruire le Parti travailliste dans la circonscription de Dublin Sud Est. Il gagne un siège à la municipalité de Dublin lors de l’élection locale de 1974 et prend la tête du parti au sein du conseil municipal.
En tant que membre d’une entreprise d’architectes, il est nommé par le Taoiseach Liam Cosgrave au Seanad Éireann quand le sénateur Brendan Halligan gagne une élection générale partielle en 1976 et que son siège au Sénat devient vacant.
En 1977, il est élu député lors de l’élection générale irlandaise. Quinn, qui est le premier architecte et urbaniste élu au Dáil, suit alors étroitement les questions environnementales. Il occupe la charge de porte parole de son parti pour ces problématiques. Il est alors très proche du leader du Parti travailliste, Frank Cluskey.
Quinne perd son siège lors de l’élection générale de 1981 et est peu après élu au Sénat pour le Panel Industrie et Commerce. Il est réélu député lors de l’élection générale de 1982 et a conservé son siège depuis cette date.

## Carrière ministérielle
En 1982, Rairui Quinn devient secrétaire d’État auprès du ministère de l’Environnement. Entre 1983 et 1986, il sert en tant que ministre du Travail ; de 1986 à 1987 il est ministre de la Fonction publique. En 1989 il devient le chef du groupe parlementaire travailliste au Dáil.
Il a aussi été le directeur de campagne de Mary Robinson lors de sa victoire lors des élections présidentielles.

### Ministre des Entreprises et de l’Emploi
Dans le gouvernement de coalition Fianna Fáil/Parti travailliste de 1993-1994, Ruairi Quinn devient ministre des Entreprises et de l’Emploi. Il se donne comme objectif de favoriser le développement des entreprises irlandaises et de tout faire pour réduire le haut niveau de chômage du pays. Il organise une réforme de la stratégie industrielle et réorganise les agences de développement industriel. Il crée aussi en 1994 le Programme d’emploi de la Communauté pour fournir une activité et un lien social aux chômeurs. Ce programme s’est avéré un véritable succès.
Il tenta d’être un modernisateur de l’économie nationale. Contre toute attente il échoue dans sa tentative de fermeture de la compagnie nationale Irish Steel située sur l’île de Haulbowline dans Cork Harbour, une industrie très polluante avec peu d’assise financière. Néanmoins, c’est avec Quinn et Bertie Ahern aux deux postes économiques du gouvernement, que l’économie irlandaise se voit pour la première fois en août 1994 qualifiée de tigre celtique.
Quinn est perçu comme ayant de bonnes relations avec les ministres du Fianna Fáil. Malgré cela il est incapable de maintenir l’unité du Gouvernement de coalition lorsqu’il doit affronter en novembre 1994 le scandale du Père Brendan Smyth. Dans ses mémoires, Quinn affirme qu’il ne comprend toujours pas des années après pourquoi le Gouvernement échoua et du démissionner.

### Ministre des Finances
L’année suivante, Ruari Quinn devient ministre des Finances dans le gouvernement de coalition (la Rainbow Coalition, formée du Fine Gael, du Parti travailliste et de la Gauche démocratique). Quinn se comporte en ministre des Finances assez conservateur, conscient du fait qu’il était alors le premier travailliste à tenir ce ministère dans l’histoire politique de l’Irlande. Il prouve rapidement sa compétence, faisant taire l’opposition et rassurant les marchés financiers un peu effrayés par la présence d’un social-démocrate au ministère. L’économie irlandaise continua à se développer pendant que l’inflation et les finances du Gouvernement étaient sous un contrôle ferme. Le chômage continue de baisser ainsi que la dette publique.
Alors qu’il est ministre des Finances, Ruairi Quinn exerce le rôle de président du conseil des ministres européens en 1996 et travaille à accélérer le lancement de l’euro tout en validant la présence de l’Irlande dans l’eurozone.